# Денн, Уэйн
Уэйн Денн (англ. Wayne Denne, 5 марта 1976, Кейптаун, ЮАР) — южноафриканский хоккеист (хоккей на траве), полузащитник.

## Биография
Уэйн Денн родился 5 марта 1976 года в южноафриканском городе Кейптаун.
Играл в хоккей на траве за «Фишхук» из Кейптауна и Западно-Капскую провинцию.
В 1995 году дебютировал в составе сборной ЮАР на Золотом кубке Индиры Ганди в Индии.
В 1999 году завоевал золотую медаль хоккейного турнира Всеафриканских игр в Йоханнесбурге.
В 2002 году участвовал в чемпионате мира в Куала-Лумпуре, где южноафриканцы стали 13-ми. В том же году выступал на Играх Содружества в Манчестере, где сборная ЮАР заняла 4-е место.
В 2003 году выиграл бронзовую медаль Вызова чемпионов, проходившего в Йоханнесбурге. Денн был единственным в составе сборной ЮАР, кто не забил в серии пенальти в матче за 3-4-е места против Новой Зеландии (2:2, пен. 5:4).
В 2004 году вошёл в состав сборной ЮАР по хоккею на траве на летних Олимпийских играх в Афинах, занявшей 10-е место. Играл на позиции полузащитника, провёл 7 матчей, мячей не забивал.
Живёт в Нэшвилле.

## Семья
Женат на американке, есть трое детей.